# Keur Macène
Keur Macène, ou Keur Massène est une commune de Mauritanie située dans le département de Keur Macène de la région de Trarza.